# Ramularia erodii
Ramularia erodii är en svampart som beskrevs av Bres. 1897. Ramularia erodii ingår i släktet Ramularia och familjen Mycosphaerellaceae.   Inga underarter finns listade i Catalogue of Life.